# Associazione Calcio Montevecchio
L'Associazione Calcio Montevecchio è stata una società calcistica con sede a Montevecchio, nell'omonimo compendio minerario situato nei territori comunali di Guspini e Arbus, nella provincia del Sud Sardegna.

## Storia
La Montevecchio società anonima mineraria cercava di esercitare un certo controllo anche sul tempo libero degli operai.
Con questo scopo anche a Montevecchio fu attiva l'Opera nazionale del dopolavoro, fondata il 1º maggio del 1925: nel tempo libero la vita degli operai era scandita da attività organizzate dal regime. Venivano programmati saggi ginnici e campionati delle varie discipline sportive che permettevano di realizzare manifestazioni e parate. I vari gerarchi, con a capo il Direttore della miniera Minghetti, aprivano la parata.
Simili iniziative non erano affatto inusuali in Sardegna per l’epoca. Esempi di ciò furono la Monteponi Iglesias e la Fersulcis a Iglesias e la Monreale Italpiombo San Gavino a San Gavino Monreale.
La squadra di calcio di Montevecchio aveva grande successo e veniva seguita da tutto il bacino guspinese. Disputò consecutivamente quattro campionati di Promozione Interregionale e sei campionati di IV Serie, entrambi equivalenti al quarto livello calcistico nazionale, nel decennio compreso tra il 1948 e il 1958.
Nonostante l'ottima stagione 1957-1958, conclusa al quarto posto finale, il Montevecchio non venne iscritto alla stagione successiva.

## Palmarès

### Competizioni regionali
- Prima Divisione: 2

1939-1940 (girone B); 1947-1948